# David Vanderhaeghen
David Vanderhaeghen (Seoel, 2 februari 1974) is een Belgische voormalige atleet, die gespecialiseerd was in het hink-stap-springen. Hij veroverde één Belgische titel.

## Biografie
Vanderhaeghen begon zijn sportieve carrière in het judo vooraleer hij overstapte naar de atletiek en het Amerikaans voetbal. In 1993 nam hij deel aan de Europese kampioenschappen U20. Hij werd dertiende in de rechtstreekse finale van het hink-stap-springen en werd uitgeschakeld in de reeksen van de 400 m horden. Het jaar nadien werd hij Belgisch indoorkampioen in het hink-stap-springen.
Vanderhaeghen was aangesloten bij Excelsior Sports Club.

## Belgische kampioenschappen
Indoor
| Onderdeel          | Jaar |
| ------------------ | ---- |
| hink-stap-springen | 1994 |

## Persoonlijke records
Outdoor
| Onderdeel          | Prestatie | Wind | Datum       | Plaats      |
| ------------------ | --------- | ---- | ----------- | ----------- |
| hink-stap-springen | 15,55 m   |      | 4 juli 1993 | La Louvière |

Indoor
| Onderdeel          | Prestatie | Datum           | Plaats |
| ------------------ | --------- | --------------- | ------ |
| hink-stap-springen | 15,30 m   | 6 februari 1994 | Gent   |

## Palmares

### 400 m horden
- 1993: 5e in series EK U20 te San Sebastian – 53,97 s

### hink-stap-springen
- 1993:  BK indoor AC – 14,91 m
- 1993:  BK AC – 15,04 m
- 1993: 13e EK U20 te San Sebastian – 15,17 m
- 1994:  BK indoor AC – 15,30 m
- 1994:  BK AC – 15,01 m